# Sergey Mindirgasov
Sergey Nikolayevich Mindirgasov (ukrainien : Сергій Миколайович Міндіргасов à Louhansk) est un escrimeur soviétique (ukrainien) né le 14 novembre 1959.

## Carrière
Sergey Mindirgasov participe à l'épreuve de sabre par équipe lors des Jeux olympiques d'été de 1988 à Séoul et remporte la médaille d'argent. Il se classe aussi dix-septième de l'épreuve individuelle de sabre.
Il est aussi sacré champion du monde en sabre individuel en 1986 et en sabre par équipes en 1985, 1986, 1987 et 1990.